# Władysław Klimczak (muzealnik)
Władysław Klimczak (ur. 6 marca 1923 w Solcu Kujawskim, zm. 9 kwietnia 2021 w Wiśniowej) – polski fotograf, fotoreporter, historyk, muzealnik uhonorowany tytułem Excellence FIAP for Services Rendered (ESFIAP). Inicjator i współtwórca Muzeum Fotografii w Krakowie. Członek Photographic Society of America. Członek Zarządu Krakowskiego Towarzystwa Fotograficznego. Wykładowca Państwowej Szkoły Przemysłowej im. Sz. Humberta w Krakowie.

## Życiorys
Był absolwentem Wyższej Szkole Ekonomicznej w Krakowie oraz Uniwersytetu Jagiellońskiego (Wydział Historyczno-Filozoficzny). W 1960 rozpoczął współpracę z „Dziennikiem Polskim”. Związany z krakowskim środowiskiem fotograficznym – był członkiem Krakowskiego Towarzystwa Fotograficznego, w którym od 1961 pełnił funkcję prezesa Zarządu KTF. Był autorem oraz współautorem wystaw historycznych, w ramach działalności Krakowskiego Towarzystwa Fotograficznego był organizatorem, współorganizatorem oraz komisarzem wielu wystaw fotograficznych. W 1970 był inicjatorem i współorganizatorem cyklicznych wystaw aktu i portretu kobiecego – Venus w Krakowie. 
W 1972 objął funkcję dyrektora Muzeum Fotografii im. Władysława Bogackiego w Krakowie, funkcjonującego w ramach działalności KTF. W 1986 był inicjatorem oraz współzałożycielem Muzeum Fotografii w Krakowie, w którym od początku istnienia do 1990 roku był dyrektorem placówki. Był współautorem książki Legiony Polskie, wydanej w 1990 przez wydawnictwo Bellona. 
Był laureatem nagród, wyróżnień za działalność dydaktyczną oraz twórczą – został (m.in.) uhonorowany tytułem Excellence FIAP for Services Rendered (ESFIAP) przez Międzynarodową Federację Sztuki Fotograficznej FIAP oraz Pucharem Willy Hengl Preis. 
Został pochowany 15 kwietnia 2021 na Cmentarzu Salwatorskim w Krakowie.

## Odznaczenia
- Medal 20-lecia Muzeum Historii Fotografii w Krakowie (2006)[1][2]
- Odznaka „Honoris Gratia” (2013)[6]